# Fatherhood
Fatherhood es una película estadounidense de drama dirigida por Paul Weitz partir de un guion que escribió junto a Dana Stevens, basada en las memoria Two Kisses for Maddy: A Memoir of Loss and Love, de Matthew Logelin. Está protagonizada por Kevin Hart, Alfre Woodard, Melody Hurd, Lil Rel Howery, Paul Reiser y DeWanda Wise. 
Originalmente estaba programada para ser estrenada en los cines por Sony Pictures Releasing, Fatherhood se vendió a Netflix en medio de la pandemia de COVID-19 y se estrenó digitalmente el 18 de junio de 2021. 

## Reparto
- Kevin Hart como Matthew Logelin
- Melody Hurd como Maddy Logelin
- Alfre Woodard como Marian
- Lil Rel Howery como Jordan
- DeWanda Wise como Lizzie Swan
- Anthony Carrigan como Oscar
- Paul Reiser como Howard
- Deborah Ayorinde como Liz Logelin
- Teneisha Collins como Tessa
- Frankie Faison como Mike

## Producción
En mayo de 2015, se anunció que Channing Tatum protagonizaría y produciría la película, basada en una memoria de Matthew Logelin, con distribución de TriStar Pictures. En enero de 2019, se anunció que Kevin Hart protagonizaría la película, en reemplazo de Tatum, con Paul Weitz como director de un guion que escribió junto a Dana Stevens. En mayo de 2019, Melody Hurd y Alfre Woodard se unieron al elenco de la película. En junio de 2019, Anthony Carrigan, Lil Rel Howery, Paul Reiser y Deborah Ayorinde se unieron al elenco de la película, que se había convertido en un proyecto de Columbia Pictures. En julio de 2019, DeWanda Wise se unió al elenco de la película.

## Estreno
Fue estrenada el 18 de junio de 2021.

## Recepción
Fatherhood recibió reseñas generalmente mixtas a positivas de parte de la crítica y la audiencia. En el sitio web especializado Rotten Tomatoes, la película posee una aprobación de 67%, basada en 75 reseñas, con una calificación de 6.4/10, y con un consenso crítico que dice: "Fatherhood ofrece pocas sorpresas, pero el trabajo sólido de un elenco inteligentemente ensamblado le da a esta historia basada en hechos una verdadera resonancia emocional." De parte de la audiencia tiene una aprobación de 70%, basada en más de 500 votos, con una calificación de 3.7/5.
El sitio web Metacritic le dio a la película una puntuación de 53 de 100, basada en 18 reseñas, indicando "reseñas mixtas o promedio". En el sitio IMDb los usuarios le asignaron una calificación de 6.6/10, sobre la base de 38 265 votos, mientras que en la página web FilmAffinity la cinta tiene una calificación de 5.4/10, basada en 1462 votos.